# Gomphodontosuchus
Gomphodontosuchus s un Género (biología) extinto de sinápsidos que existió en lo que actualmente es Brasil.

## Especie
La única especie descrita es Gomphodontosuchus Brasiliensis, hallada en 1928 por Friedrich von Huene en la formación Santa María, en el geoparque Paleorrota, Brasil.